# Emma McKeon
Emma McKeon (født 24. maj 1994) er en australsk konkurrencesvømmer som har specialiseret sig i crawl og butterfly. 
Ved ungdomssommer-OL 2010 seks medaljer, halvdelen i individuelle konkurrencer og halvdelen i holdkonkurrencer.
Hun vandt fire olympiske medaljer for Australien ved sommer-OL 2016 i Rio de Janeiro. Det blev til individuelt bronze i 200 m fri, mens hun i holdkonkurrencerne var med til at vinde guld til Australien i 4×100 m fri samt sølv i 4×200 m fri og 4×200 m medley.
Ved OL 2020 (afholdt 2021) i Tokyo stillede hun op i syv discipliner, og hun vandt medalje i alle. I hendes tre individuelle discipliner blev det til guld i 50 m fri og 100 m fri samt bronze i 100 m butterfly. I holdkonkurrencerne var hun med til at sikre australsk guld i 4×100 m fri og 4×200 m medley, mens det blev til bronze i 4×100 m mixed-medley og 4×200 m fri.